# Eric Nussbaumer
Eric Nussbaumer (Mulhouse, 11 juli 1960) is een Zwitsers-Frans politicus voor de Sociaaldemocratische Partij van Zwitserland (SP/PS) uit het kanton Basel-Landschaft.

## Biografie
Eric Nussbaumer zetelde van juli 1998 tot december 2007 in de Landraad van Basel-Landschaft, waarvan hij in de periode 2005-2006 voorzitter was. Van 1995 tot 1999 was hij ondervoorzitter van de kantonnale afdeling van zijn partij. Vervolgens was hij tot 2005 kantonnaal partijvoorzitter.
Bij de federale parlementsverkiezingen van 2007 werd hij voor het eerst verkozen in de Nationale Raad, waarvan hij in de periode 2023-2024 voorzitter is.